# Mare di Kara
Il Mare di Kara (in russo Карское море?, Karskoe More) 
è una porzione meridionale del Mar Glaciale Artico compresa tra il 60º e il 90º meridiano est.

## Caratteristiche fisiche
Il mare è delimitato a sud dalla costa siberiana; a est dalle isole della Severnaja Zemlja e dalla penisola del Tajmyr; a nord è delimitato dalla linea ideale che va da capo Artico sulla punta settentrionale dell'isola Komsomolec a capo Kol'zat sull'isola di Graham Bell (Terra di Francesco Giuseppe); ed a ovest dalla linea ideale da capo Kol'zat a capo Želanija (isola Severnyj) e dalle coste orientali della Novaja Zemlja. Tramite lo stretto di Kara il mare comunica a ovest con il Mare di Barents. Ad est dell'arcipelago Severnaja Zemlja si estende il Mare di Laptev.
Il Mare di Kara si estende per circa 1.500 km di lunghezza e per circa 800 km di ampiezza coprendo una superficie di circa 880.000 km² e ha un volume d'acqua di 112.000 km³; ha una profondità media di 127 metri, raggiunge una massima di 620 m nella depressione di Sant'Anna (Святой Анны жёлоб), a sud- est della Terra di Francesco Giuseppe (80°26′00″N 71°18′00″E) e 420 m nella depressione Voronin (lungo la costa orientale della Novaja Zemlja). 
Le principali insenature della costa siberiana sono: la baia della Bajdarata, il golfo dell'Ob', il golfo dello Enisej e il golfo della Pjasina. Vi sono molte isole concentrate soprattutto nella parte orientale: isolotti di Minin, arcipelago di Nordenskiöld; nella parte centrale si trovano le isole dell'Istituto Artico, le Izvestija CIK, le isole di Sergej Kirov, l'isola della Solitudine, l'isola di Vize, quella di Ušakov e di Schmidt. Il mare di Kara riceve le acque dei fiumi Ob', Jenisei, Pjasina, Tajmyra, Kara, Pur e Taz. Altri tributari sono: Mongočejacha, Chutudabigaj, Juribej (penisola Jamal) e Juribej (penisola di Gyda).
È ricoperto da ghiaccio per la maggior parte dell'anno ad eccezione di poche settimane in estate quando è possibile la navigazione. I porti principali sono Dikson e Novyj Port.

## Esplorazione

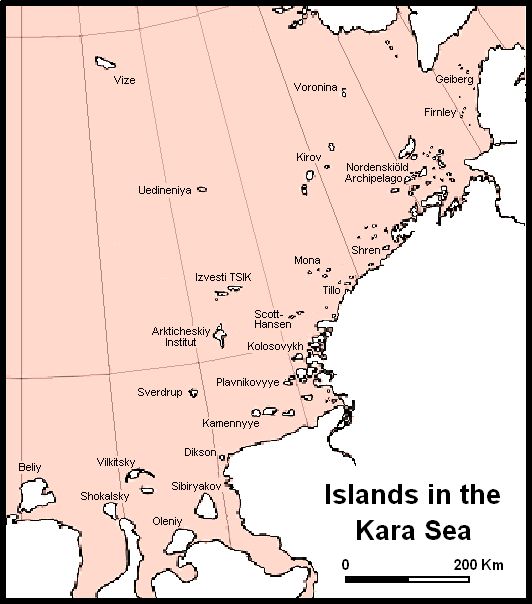
Le isole del Mare di Kara

Il Mare di Kara fu raggiunto nel 1597 dalla spedizione olandese di Willem Barents, che perse la vita nel corso di questo viaggio. 
Nel 1875 fu esplorato dal navigatore svedese Adolf Erik Nordenskiöld, che era alla ricerca di un passaggio per l'Oceano Pacifico.
Il mare ha ricchi giacimenti di petrolio e gas naturale non ancora sfruttati.

## Altri progetti

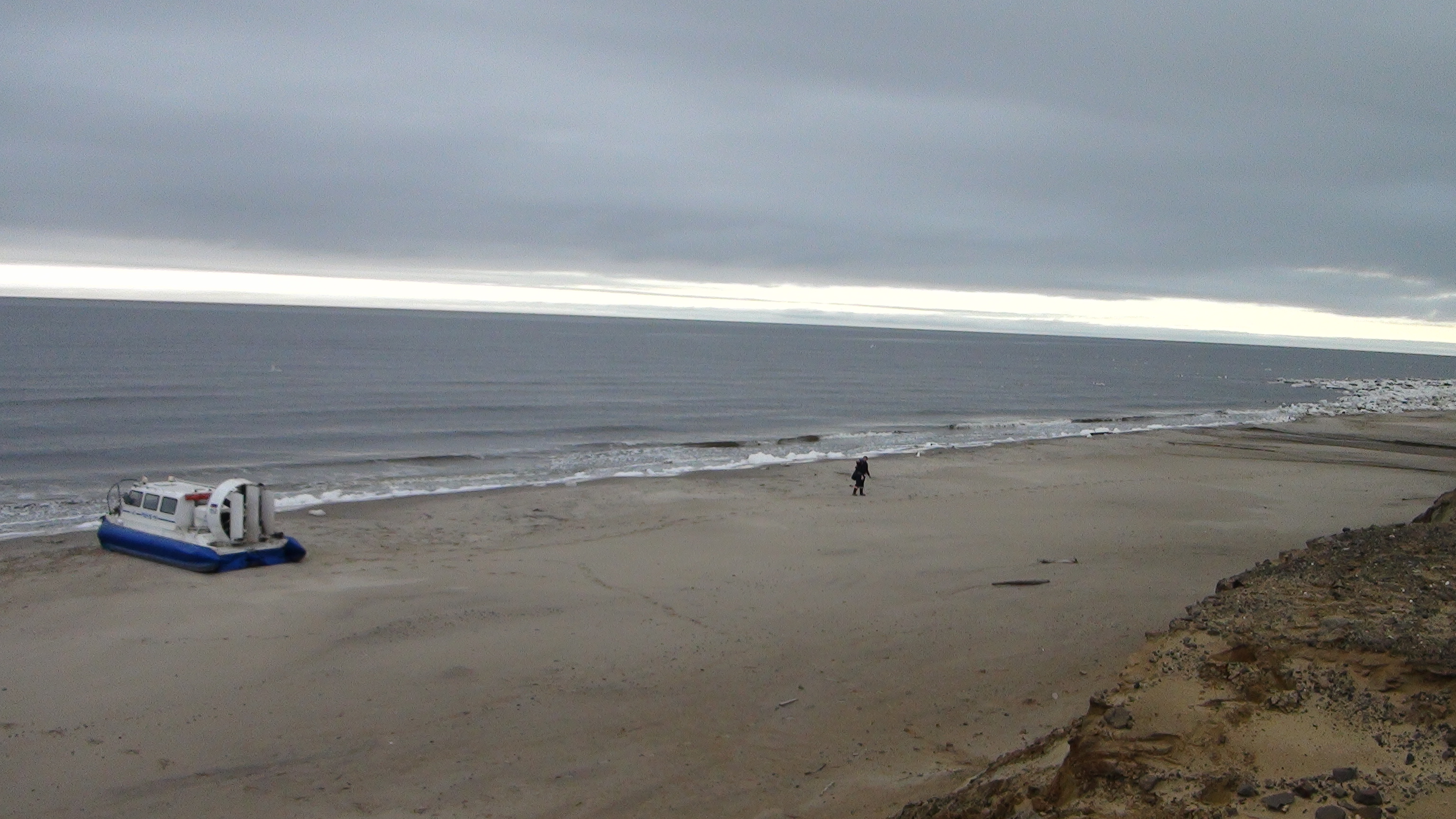
Un hovercraft per Hivus-10 sulla riva del mare di Kara